# Улица Ломоносова (Павлово)
Улица Ломоносова — улица в центре г. Павлово Нижегородской области. В дореволюционный период называлась Большая Воскресенская (по церкви, стоящей на этой улице). Представляет собой набережную реки Оки, расположенную на наклонной террасе, спускающейся от Воскресенской церкви в сторону понтонного моста.

## Застройка
Старейшее здание — храм Воскресения Христова (XVIII век). На пересечении с улицей Красноармейская находится здание Павловского краеведческого музея (80-е гг. XIX в.) в стиле эклектики. Это бывшая усадьба купца Гомулина. Остальная застройка также представлена домами XIX — нач. XX веков. Исключение составляет лишь здание Нижегородпромстройбанка (кон. XX — нач. XXI вв.).

## Транспорт. Инфраструктура.
Несмотря на центральное положение в городе, улица Ломоносова находится в стороне от основного транспортного потока. Этот фактор в сочетании с удобной, хорошо освещённой набережной и великолепными видами с неё на Оку и Заречье, а также обилием архитектурных памятников делает её одним из излюбленных мест для прогулок горожан. От улицы имеется спуск к павловской пристани.